# Cu mîinile curate
Cu mîinile curate, menționat în unele surse sub forma Cu mâinile curate, este un film polițist românesc din 1972, regizat de Sergiu Nicolaescu. Rolurile principale sunt interpretate de Ilarion Ciobanu, Sergiu Nicolaescu, Alexandru Dobrescu, Gheorghe Dinică, George Constantin, Ștefan Mihăilescu-Brăila și Sebastian Papaiani. Este considerat de criticii de film drept primul film polițist românesc.
Acest film prezintă lupta comisarilor Roman (Ilarion Ciobanu) și Miclovan (Sergiu Nicolaescu) cu grupările de crimă organizată din Bucureștiul de după cel de-al Doilea Război Mondial. Comisarul Miclovan a fost inspirat de unchiul regizorului, Gheorghe Cambrea, comisar în București între anii 1935 și 1951. La finalul filmului, comisarul Miclovan moare după ce reușise să anihileze majoritatea bandelor înarmate care terorizau capitala. A fost urmat în 1973 de filmul Ultimul cartuș.
El se află pe locul 12 în topul celor mai vizionate film românești din toate timpurile după cum atestă un comunicat din 2006 al Uniunii Autorilor și Realizatorilor de Film din România.

## Rezumat
În aprilie 1945, Bucureștiul trecea printr-o perioadă grea marcată de sărăcia de după război și de apariția bandelor înarmate. Un comisar de poliție, care era comunist din 1937 și adusese mari servicii PCR în ilegalitate, este ucis de bandiți după o lungă urmărire și un schimb de focuri. În locul lui, comuniștii au obținut un post de comisar-șef la sectorul 2 Negru, iar activistul Niculae Popa (Emanoil Petruț) i-l oferă lui Mihai Roman (Ilarion Ciobanu), un fost rugbyst la Grivița și muncitor în uzină, care avea o oarecare experiență din ilegalitate. Activistul comunist îi stabilește ca prioritate realizarea ordinii în sector prin stoparea jafurilor, crimelor și violurilor, dându-i mașina sa proprie și pe șoferul Alexe.
La secția de poliție a sectorului 2, comisarul-șef Roman urmează să colaboreze cu comisarul Ștefan Patulea (Alexandru Dobrescu), care-l anchetase și bătuse în ilegalitate atunci când Roman fusese condamnat la închisoare ca deținut politic. În ultima vreme apăruse în sector o bandă care ucidea cu sânge rece, fără motiv, și care organiza atacuri cu mână armată. Banda era condusă de un fost ofițer pe nume Scorțea (Dorin Dron), care prezida societatea Oastea Domnului și dăruia săracilor din mahalalele sectorului haine, încălțăminte și alimente. Comisarul Roman a cerut confiscarea hainelor și restituirea lor magazinelor de la care fuseseră furate, atrăgând mânia săracilor față de comuniști. Pentru a afla unde se ascunde Scorțea, comisarul apelează la hoțul de buzunare Oarcă (Sebastian Papaiani), fost coleg de închisoare, dar acesta din urmă este ucis după ce aflase că Scorțea întreținea relații cu comisarul Patulea. În timpul unei descinderi la ascunzătoarea lui Scorțea, comisarul Roman este amenințat cu arma de gangster și de Patulea și se află în pericol de a fi omorât, dar intervenția lui Tudor Miclovan (Sergiu Nicolaescu), comisar-șef al Brigăzii Antigangsteri din Prefectura Poliției Capitalei, duce la împușcarea lui Scorțea și Patulea.
Dându-și seama că nu se pricepe la munca de polițist, Roman vrea să-și dea demisia și să se întoarcă în uzină, dar activistul Popa îi spune că pentru un comunist incompetența nu e o problemă, cerându-i să colaboreze cu Miclovan. Stilul de lucru al celor doi comisari diferă: dacă Miclovan preferă să-i împuște pe bandiți, temându-se ca justiția să nu-i elibereze, Roman susține necesitatea ca polițiștii să acționeze „cu mâinile curate”, iar bandiții să fie deferiți justiției. Cei doi comisari trebuie să anihileze bandele armate ale lui Lăscărică (Gheorghe Dinică), Ciușdea (Jean Lorin Florescu), Pleoarcă (Petre Tanasievici), Burdujel (Cornel Gîrbea) și Șchiopu (Mihai Mereuță), precum și banda lui Semaca (George Constantin), un anticar care dirija din umbră întreaga activitate infracțională din capitală. Într-un jaf petrecut la începutul filmului, banda lui Semaca jefuise magazinul de bijuterii Lembert & Fils, furând giuvaieruri în valoare de 25 de milioane de lei.
Anchetând jefuirea unei furgonete ce transporta saci de bani cu salariile muncitorilor, comisarul Miclovan dă de urma banditului Buciurligă (Ștefan Mihăilescu-Brăila), un „găinar cu pretenții” care-și formase o bandă imitându-l pe Lăscărică. Miclovan și Roman se deplasează la Hotelul Haiti unde locuia Buciurligă, sperând că acesta să-i ajute să-l prindă pe Semaca. Banditul spune că nu știe unde se aflau ascunse bijuteriile și încearcă să-l împuște pe Miclovan, dar este ucis de Roman.
Crezând că Roman este un fanatic comunist care încearcă să-i lichideze pe rând, șefii principalelor bande (Ciușdea, Șchiopu, Pleoarcă, Burdujel și Lăscărică) acceptă să-și coordoneze acțiunile sub comanda lui Semaca. Roman este răpit, iar gangsterii îi promit că nu vor mai săvârși omoruri, promițându-i o cotă parte din profiturile afacerilor derulate de ei. Roman le cere să renunțe nu numai la omoruri, ci și la hoții și spargeri, promițându-i că-i va ajuta să se angajeze în fabrici și în agricultură. Nemulțumiți, bandiții îl bat cu sălbăticie, îl ucid pe șoferul Alexe și îi aruncă pe amândoi la groapa de gunoi a orașului. În perioada următoare au loc mai multe jafuri armate asupra băncilor, gangsterii unindu-se între ei sub conducerea lui Semaca.
Pentru a pune mâna pe Semaca, după însănătoșirea lui Roman, cei doi comisari pun mâna pe Lăscărică, antreprenor de pompe funebre și un gangster periculos și sadic. Banditul este bătut și pentru a-și scăpa viața le dezvăluie că gangsterii se vor întâlni la restaurantul Capșa. Gangsterii sunt surprinși de polițiști, iar Miclovan îi împușcă pe capii bandelor. Lăscărică le dezvăluie apoi că Semaca va fi în seara următoare la un depozit din cartierul Tei, dar îl anunță și pe șeful bandei. Presimțind că Semaca își ascunde bijuteriile la unde depozit de cherestea de la antrepozite, Miclovan se deplasează acolo, împreună cu Lăscărică. În schimburile de focuri ce au loc acolo, sunt uciși mai mulți bandiți, inclusiv Lăscărică, iar Miclovan este grav rănit. În acel moment, Roman sosește cu echipele de polițiști, după ce-i arestase pe bandiții de la depozitul din Tei, și-l arestează pe Semaca. Miclovan moare cu pistolul în mână, având pe țeavă un ultim cartuș care-i era destinat lui Semaca.

## Distribuție
- Ilarion Ciobanu — comisarul-șef de poliție Mihai Roman, fost ilegalist comunist
- Sergiu Nicolaescu — comisarul de poliție Tudor Miclovan
- Alexandru Dobrescu — comisarul de poliție Ștefan Patulea
- Gheorghe Dinică — gangsterul Lăscărică, antreprenor de pompe funebre
- George Constantin — anticarul Constantin Semaca
- Ștefan Mihăilescu-Brăila — gangsterul Buciurligă
- Sebastian Papaiani — hoțul de buzunare Fane Oarcă
- Aimée Iacobescu — dama de companie Charlotte
- Monica Ghiuță — soția comisarului Patulea
- Corina Chiriac — cântăreața de la barul lui Scorțea
- Mariam Barry Dielo — cântăreața negresă
- Emanoil Petruț — activistul comunist Niculae Popa
- Chiril Economu
- Mihai Mereuță — gangsterul Șchiopu
- Dorin Dron — gangsterul Puiu Scorțea
- Cornel Gîrbea — gangsterul Burdujel
- Jean Lorin Florescu — gangsterul Ciușdea
- Petre Tanasievici — gangsterul Pleoarcă
- Mircea Pascu — Pascu, omul lui Buciurligă
- Constantin Lungeanu
- Jean Reder
- Alexandru Lungu — gardianul de la comisariat
- Stelian Cremenciuc — omul lui Scorțea
- Alexandru Manea
- Niță Anastase — Alexe, șoferul comisarului Roman (menționat Anastasia Niță)[4][5]
- Arcadie Donos
- Alexandru Azoiței
- Dinu Gherasim
- Paul Rușcă
- Alexandru Rioșanu — polițist
- Gheorghe Mazilu
- Dumitru Dumitru
- Mihai Adrian
- Miron Mirea
- Vinicius Stinghe
- Nicolae Dolea
- Andrei Bursaci
- Corneliu Poenaru
- Alexandru Morariu
- Dumitru Ghiuzelea
- Adrian Ștefănescu — gangster în slujba lui Semaca
- Tudor Stavru
- Ion Polizache
- Florin Scărlătescu — bijutierul Lembert (nemenționat)
- Cristian Șofron — băiatul lui Patulea (nemenționat)
- Dumitru Crăciun — urmăritorul lui Oarcă (nemenționat)

## Noutatea genului polițist în cinematografia din România
Cu mîinile curate este considerat de majoritatea criticilor de specialitate ca fiind primul film polițist din cinematografia românească. O primă încercare fusese filmul Trenul fantomă (1933), regizat de Jean Mihail și avându-l în rolul principal pe Tony Bulandra, dar acesta dispăruse din memoria colectivă. În perioada regimului comunist au fost realizate totuși câteva comedii polițiste precum S-a furat o bombă (1962), Celebrul 702 (1962), seria Brigada Diverse (1970-1971) și Astă seară dansăm în familie (1972), dar acestea erau mai mult comedii decât filme polițiste. Alte filme cu specific polițist pot fi considerate Străzile au amintiri (1962), Procesul alb (1966), Fantomele se grăbesc (1966) și Simpaticul domn R (1969).
Filmul a avut și profunde accente sociale. Cineastul preciza înaintea premierei că „dincolo de acțiunea propriu-zisă a filmului, am vrut să se simtă tensiunea socială a epocii, sensul în care istoria se mișca. [...] Totul e pe viață și pe moarte. Așa era într-adevăr epoca”. Pentru a fi creată o atmosferă cât mai veridică sunt inserate la începutul filmului secvențe din jurnalele de actualități ale anilor 1945-1946. „Revăzându-l - eu însumi ca autor, dar și ca prim spectator - îmi creează o senzație de cronică a epocii, nu numai prin această autenticitate a decorurilor, dar și prin aerul și atmosfera care le încarcă”, afirma Nicolaescu înaintea premierei.
Filmul polițist l-a consacrat pe Sergiu Nicolaescu atât ca regizor, cât și ca interpret. Regizorul Savel Stiopul consemna că „meritul mare ca artist al lui Sergiu Nicolaescu este filmul de acțiune, filmul polițist (cu care el a devenit clasic nu numai ca regizor, dar și ca interpret) [...]. Ceea ce face însă valoarea artistică a acestor filme este construcția lor filmică, puterea expresivă a fluxului vizual-auditiv, spațio-temporal. Montajul, mișcările de aparat, zona sonoră, totul se compune într-o curgere filmică încărcată de tensiune și semnificații care dau genului de obicei comercial o potență artistică rar întâlnită în filmul epic românesc”.

## Modelul de inspirație al comisarului Miclovan
Sergiu Nicolaescu a afirmat în repetate rânduri că modelul original care a stat la baza creării personajului Miclovan a fost comisarul de poliție Gheorghe Cambrea (1910-1967), unchiul cineastului. Regizorul a aflat de la el numeroase informații privind realitățile infracționale din Bucureștiul de după cel de-al Doilea Război Mondial.
Motivul pentru care personajul din film acționează cu violență este faptul că justiția tărăgănează procesele și achită vinovații din lipsă de probe. Ținând cont de modul de acțiune al polițistului fictiv, spectatorii mai în vârstă l-au asemănat pe Miclovan și cu comisarul Eugen Alimănescu, fost șef al Brigăzii Fulger, care a dus lupte grele cu bandele infracționale din Bucureștiul postbelic, punând capăt haosului existent.
Filmul a avut și o latură propagandistică, comisarul comunist Roman afirmând că reprezentanții PCR doreau să eradicheze violența și să instaureze legea, respingând din start folosirea violenței împotriva dușmanilor de clasă. Într-o discuție cu Miclovan, el spune următoarele: „Eu, Mihai Roman, îți dau dreptate, dar tot eu spun că în țara asta trebuie să domnească legea! Atunci când va fi socialism - și va fi socialism! - N-o să mai fure nimeni. Cred”.

## Producție

### Scenariu

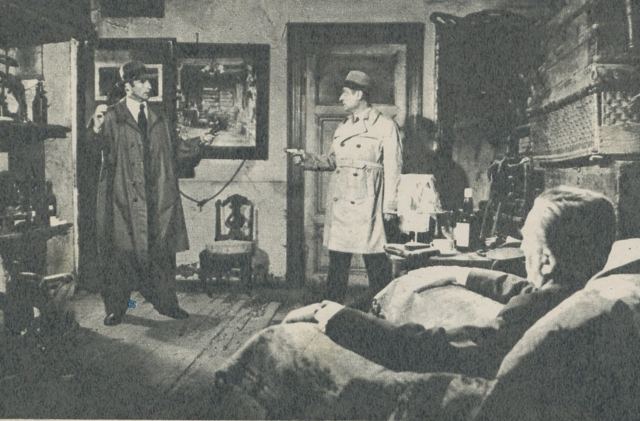
Scenă din film: comisarul Roman (în stânga) este amenințat cu armele de comisarul Patulea (în dreapta) și de Scorțea (în plan apropiat, cu spatele)

Filmul Cu mîinile curate urma să facă parte dintr-o serie de trei filme (Cu mîinile curate, Panică la mănăstire și Conspirația) programate a fi realizate în lunile următoare, în paralel, de regizorii Sergiu Nicolaescu, Iulian Mihu și Manole Marcus. Aceste filme trebuiau să refacă imaginea Securității, care fusese șifonată după dezvăluirea complicității ei la abuzurile din perioada instaurării regimului comunist în România, filmul fiindu-le dedicat: „ei au fost printre primii care au format cadrele noi ale Miliției Populare și ale Securității Statului”. Mitul rolului pozitiv al Securității și Miliției urma a fi refăcut printr-o serie de filme cu gangsteri și cu justițiari polițiști. Majoritatea filmelor din această serie au fost realizate în colaborare cu Ministerul de Interne. Scenariul filmului a fost scris de scriitorii Titus Popovici și Petre Sălcudeanu în 1971.
Eroul acestei trilogii urma să fie comisarul Mihai Roman. Provenit dintr-o uzină, el trebuia să învețe meserie de la cineva și astfel a fost creat personajul comisarul Miclovan, „aparent apolitic, dar care era de partea dreptății și a adevărului”. Odată ce Roman învăța meserie, personajul Miclovan trebuia să dispară. Scenariul nu prevedea inițial moartea lui Miclovan, acest final apărând abia în faza de decupaj. Modul în care a murit personajul a fost stabilit în timpul filmărilor. Temperamentul lui Miclovan îl făcea să fie predispus spre violență, iar dispariția sa a fost realizată tot prin violență, pentru a marca finalul unei epoci. Pentru că, potrivit regizorului, „Miclovan reprezintă o epocă, o epocă trecută și cred că dacă el n-ar fi murit în acest film, oricum ar fi trebuit să moară în următorul, pentru că nu vedeam cum ar fi putut trece de această epocă”.
Regizorul Sergiu Nicolaescu a fost pasionat încă din copilărie de filmele cu gangsteri, având în familie un bunic (tatăl mamei) șef de poliție și un unchi comisar în Bucureștiul anilor 1935-1951. Unchiul său, Gheorghe Cambrea, a fost ales ca model pentru comisarul Miclovan. „A lucrat în poliție, la toate brigăzile, de la moravuri la pungășii, de la jafuri armate la crime. Avea statura mea, era un bărbat atletic care știa atât limbajul șuților, cât și pe cel al oamenilor de lume. A fost arestat în '50 și eliberat 15 ani mai târziu.”, a afirmat Nicolaescu. Cambrea a fost arestat de comuniști, condamnat la 25 de ani de temniță pentru că arestase la o manifestație de 1 mai pe comunistul Constantin David și deținut în anii 1950 în închisorile de la Gherla și Făgăraș.

### Filmări
Filmul a fost realizat de Studioul Cinematografic București, cu concursul Ministerului de Interne, acest lucru fiind menționat pe genericul de început. Filmările au fost realizate în perioada mai - septembrie 1972 sub comanda regizorului Sergiu Nicolaescu, în decoruri reale și nu pe platouri. Regizorul mărturisea că „pentru acest film nu am tras nici un metru de peliculă pe platou”. Decorurile au fost realizate de scenograful Radu Boruzescu. A fost reconstituit un colț al Bucureștilor de altădată: mahalale insalubre, maidane, străzi pavate cu piatră, vile somptuoase. Costumele au fost proiectate de soția scenografului, Miruna Boruzescu.
Filmări au fost realizate în zona Gării de Est (Obor) (scena de la început în care comisarul este omorât de bandiți), în curtea Palatului de Justiție (scena întrecerii de tir între Miclovan și Patulea), în vecinătatea fostului hotel Victoria, aflat la intersecția străzilor Lipscani, Domnița Anastasia, Mihai Vodă și Ilfov și demolat după ce fusese grav avariat de Cutremurul din 4 martie 1977, (scena jefuirii magazinului de bijuterii Lembert & Fils), pe Splaiul Independenței (unde un automobil rupe balustrada și plonjează în vechea albie a râului Dâmbovița) și pe fosta stradă Izvor, în apropierea fostului Muzeu Militar Central (secvență filmată simultan cu patru aparate în care două mașini se ciocnesc frontal, iar una dintre ele plutește deasupra alteia și se lovește apoi de pavaj) și la magaziile de la Antrepozite, aflate pe strada Uranus.
În secvențele de început ale filmului se specifică următoarele: „Personajele acestui film sînt imaginare, dar acțiunile sînt inspirate din fapte reale.”. Regizorul a trăit în perioada anilor 1945-1946, când se petrece acțiunea filmului, fiindu-i ușor să reconstituie atmosfera din acei ani. El a fost obligat să introducă totuși unele scene la cererea cenzurii comuniste. Ca modele pentru comisarul Miclovan au fost actorii americani James Cagney și Humphrey Bogart. Scena lovirii cu automobilul a unei cabine telefonice este inspirată din filmul american Îngeri cu fețe murdare (1938).
Rolul comisarului Miclovan a fost interpretat de Sergiu Nicolaescu, la propunerea lui Titus Popovici, deoarece nu a putut fi găsit niciun actor care să se potrivească acestui rol. Potrivit propriilor afirmații, regizorul urma să-l interpreteze inițial pe comisarul Patulea. Pentru rolul lui Patulea a fost ales ca interpret un neprofesionist, arhitectul Alexandru Dobrescu.
Filmul a presupus realizarea a numeroase cascadorii. Scena bătăii dintre Roman și Miclovan urma să fie dublată de doi cascadori, dar încă de la început unul dintre ei l-a lovit destul de tare pe celălalt, iar actorii au trebuit până la urmă să se bată între ei de-adevăratelea. Secvența în care Miclovan îl bate pe Lăscărică a presupus și ea câteva probleme. Nicolaescu s-a simțit rău de la niște ciuperci mâncate înainte, dar a continuat să joace pentru a nu fi nevoit să amâne filmarea. După ce scena a fost terminată, i s-a făcut însă atât de rău încât a căzut într-un sicriu folosit ca element de decor.
La realizarea filmului au colaborat pe post de consilieri maiorul Victor Jerca și căpitanul Ioan Popescu. Scriitorul Titus Popovici a avut un merit important în realizarea filmului, el obținând „o serie de aprobări greu de primit în alte condiții”. Cântecul „Nu mai sînt cum am fost” a fost compus de Temistocle Popa, iar solistă a fost Corina Chiriac.
Filmul a trecut cu greu de cenzura de partid, fiind distribuit și în alte țări comuniste, precum și în unele țări capitaliste. Cheltuielile de producție s-au ridicat la 3.393.000 lei.

### Opinia regizorului
În interviul acordat lui Mircea Alexandrescu în 1973, regizorul își descria astfel filmele Cu mîinile curate și Ultimul cartuș: „[...] consider ambele filme o frescă sau poate o parte a unei largi fresce despre o perioadă foarte dinamică și semnificativă din viața societății noastre, perioada imediat următoare războiului. Țin să precizez de la bun început că eu consider aceste două filme ca filme sociale, transpuse în bună măsură într-o formulă de film polițist”.
Nicolaescu a afirmat că personajul Miclovan era un personaj inedit în cinematografia românească. „Miclovan reprezintă un erou de film care nu a mai apărut în filmele noastre, mai dur decât «haiducii» lui Barbu, mai implacabil decât aceia, la fel de uman ca ei, dar conștient de spiritul implacabil al destinului său. Cred că acest gen de erou ar trebui să mai apară în filmele noastre. Personal, ca regizor, voi căuta să dau naștere și altor asemenea personaje”, s-a destăinuit el într-un alt interviu.

## Continuare
După filmul Cu mîinile curate, cei doi scenariști (Titus Popovici și Petre Sălcudeanu) au scris scenariul unei continuări intitulate Ultimul cartuș (1973), în care comisarul Roman răzbună moartea comisarului Miclovan. Acest film a avut premiera la 28 mai 1973.

## Recepție
Filmul Cu mîinile curate a avut parte de un mare succes de public la cinematografele din România, fiind vizionat de 7.162.552 de spectatori, după cum atestă o situație a numărului de spectatori înregistrat de filmele românești de la data premierei și până la data de 31 decembrie 2014 alcătuită de Centrul Național al Cinematografiei. El se află astfel pe locul 12 în topul celor mai vizionate film românești din toate timpurile după cum atestă un comunicat din 2006 al Uniunii Autorilor și Realizatorilor de Film din România.
Actorul Gheorghe Dinică a primit în 1972 Premiul pentru interpretare masculină al Asociației Cineaștilor din România (ACIN) pentru interpretarea rolurilor din filmele Explozia; Felix și Otilia; Atunci i-am condamnat pe toți la moarte și Cu mîinile curate. Acest film a fost selecționat de Ken Vlashin, reprezentantul lui National Film Theatre - Londra, pentru a fi proiectat la zilele filmului românesc de la Londra (16 aprilie 1973).
La târgul internațional de la Brno (Cehoslovacia) din 1973, acest film a fost cumpărat de marile companii Columbia Pictures, Constantin Film și Gaumont International.
Sociologul și criticul de film D.I. Suchianu (1895-1985) observa o oarecare asemănare între comisarul Miclovan și polițistul american Jimmy „Popeye” Doyle (interpretat de Gene Hackman) din filmul de mare succes Filiera franceză (1971), ambii detectivi conducându-și investigațiile cu pasiune, „până în pânzele albe”. Spre deosebire de filmul american produs pentru divertismentul publicului, în care este prezentată o urmărire spectaculoasă realizată de un polițist „apucat, aproape maniac”, filmul românesc este considerat a fi „plin de probleme adânci, brodate deopotrivă pe trecut și viitor”.
În „Istoria filmului românesc (1897-2000)” (Ed. Fundației Culturale Române, București, 2000), criticul Călin Căliman scria că filmul polițist era un gen cinematografic nou în cinematografia românească. Lupta dură a polițiștilor împotriva bandelor de hoți prilejuiește reconstituirea unui colț din Bucureștiul de altădată, precum și realizarea câtorva personaje memorabile: Semaca (un bandit cu prestanță), Lăscărică („o lichea perfectă” și sadică), Buciurligă (un bandit inspirat de filmele americane), comisarii Roman și Miclovan. În articolul „Un regizor a cărui nobilă ambiție este autodepășirea: Sergiu Nicolaescu un poet al «incoruptibililor»” publicat în martie 1974 în revista Cinema, același critic afirma că filmul conține scene de „dinamism și ritm, clipe de suspens, pasaje spectaculoase, pete de culoare, clipe de destindere, abur de lirism”. El considera că acest film și continuarea sa, Ultimul cartuș, îl reprezintă cel mai bine pe regizorul Sergiu Nicolaescu.
Criticul Tudor Caranfil a dat filmului două stele din cinci și a făcut următorul comentariu: „În 1945, poliția și Siguranța sunt „întărite” cu muncitori într-o situație critică în care specula și crima își fac de cap. Împotriva acestora combat comisarii Roman (cu origine și exigențe morale proletare) și Miclovan, care nu acționează totdeauna cu mâinile curate. Nicolaescu înrolează școala filmului de gangsteri american „împotriva rămășițelor vechiului” punctând, în culori vii, exemplare din pitoreasca lume interlopă: Semaca (G. Constantin), Buciurligă (Mihăilescu-Brăila) și Lăscărică (Dinică). Ideea scenariului lui Titus Popovici și Petre Sălcudeanu a avut un răsunător ecou la public (peste 7 milioane de spectatori în 30 de ani de reluări). Prilej pentru scenografia lui Radu Boruzescu să reconstituie, elegiac, Bucureștii timpului.” 
Jurnalistul Cristian Tudor Popescu, doctor în cinematografie și profesor asociat la UNATC, considera Ultimul cartuș drept un film cu caracter politic și propagandistic al epocii comuniste, care descrie lupta comuniștilor în ilegalitate și în perioada cuceririi puterii.

## Replici celebre
Una dintre replicile celebre ale acestui film este cea rostită de Lăscărică care fusese adus de Miclovan în magaziile lui Semaca: „Dom' Semaca! Eu sunt, Lăscărică. Dom' Semaca! Vă rog să credeți că nu v-am trădat. Am fost adus aici cu forța. Vă rog să credeți, dom' Semaca.”. Această replică a intrat în conștiința publicului spectator sub forma: „Nu trageți, dom' Semaca! Sunt eu, Lăscărică.”. O altă replică celebră este rostită de Miclovan, atunci când Roman îl vede și îl întreabă dacă este rănit grav. Sprijinit de un morman de lăzi, Miclovan îi răspunde: „Un fleac, m-au ciuruit!”, adăugând „Nu știam că doare așa.” 
Potrivit regizorului, popularitatea acestor replici constă în faptul că au fost „spuse la mișto”, iar „românul iubește șmecheria, pe care o percepe ca pe un fel de deșteptăciune”.
După ce fusese prezentat de sondajele de opinie din seara zilei de 6 decembrie 2009 ca fiind învins de Mircea Geoană în alegerile prezidențiale, președintele Traian Băsescu și-a petrecut noaptea în sediul PDL, unde a fost realizată o numărătoare paralelă a voturilor, iar la plecare a anunțat că a obținut 50,14% din voturi, concluzionând: „E un fleac, i-am ciuruit!”.